# Chocolat (manga)
Chocolat (ショコラ) est un manga écrit et illustré par Eisaku Kubonouchi. Il a été prépublié entre 1999 et 2003 dans le magazine Big Comic Spirits de l'éditeur Shogakukan et a été compilé en un total de sept tomes. Il fut adapté en drama au Japon en 2003 et à Taiwan en 2014.

## Synopsis
Ichigo, un jeune yakusa, sort de prison et découvre que son boss s'est reconverti dans la pâtisserie. Il va alors tenter de le faire changer d'avis, mais la fille du patron, Chiyoko, âgé de 16 ans, emménage chez eux et va tout chambouler.

## Manga
| Titre      | Date de sortie    | ISBN                     |
| ---------- | ----------------- | ------------------------ |
| Chocolat 1 | 30 mai 2000       | (ISBN 978-4-09-185671-5) |
| Chocolat 2 | 30 août 2000      | (ISBN 978-4-09-185672-2) |
| Chocolat 3 | 25 décembre 2000  | (ISBN 978-4-09-185673-9) |
| Chocolat 4 | 26 avril 2001     | (ISBN 978-4-09-185674-6) |
| Chocolat 5 | 29 septembre 2001 | (ISBN 978-4-09-185675-3) |
| Chocolat 6 | 30 août 2003      | (ISBN 978-4-09-185676-0) |
| Chocolat 7 | 30 octobre 2003   | (ISBN 978-4-09-185677-7) |

## Drama japonais

### Casting
- Kazuya Takahashi
- Chihiro Ōtsuka
- Isao Natsuyagi

## Drama taïwanais

### Casting
- Masami Nagasawa
- Lan Cheng Long